# Pierre du Crapeau
La pierre du Crapeau est un dolmen situé à Baugé, dans le département français de Maine-et-Loire.

## Description
La chambre est délimitée par deux blocs de grès disposés à angle droit. Elle est recouverte d'une table de couverture de forme triangulaire qui mesure 3 m de longueur. Une quatrième dalle, désormais écroulée, repose à plat à l'intérieur de la chambre.

## Folklore
Le dolmen serait un crapeau transformé en pierre par les fées. Une cavité sur la table de couverture serait toujours remplie d'eau, quelle que soit la saison, par l’œuvre du diable.